# Walter Braunfels
 (mars 2025).
Si vous disposez d'ouvrages ou d'articles de référence ou si vous connaissez des sites web de qualité traitant du thème abordé ici, merci de compléter l'article en donnant les références utiles à sa vérifiabilité et en les liant à la section « Notes et références ».
Walter Braunfels est un professeur de musique, compositeur et pianiste allemand, né à Francfort-sur-le-Main le 19 décembre 1882 et mort à Cologne le 19 mars 1954.

## Biographie
Walter Braunfels est né à Francfort-sur-le-Main. Sa première professeur de musique fut sa mère, la grande-nièce du compositeur Louis Spohr. Il continua ses études de piano à Francfort avec James Kwast.
Braunfels a étudié le droit et l'économie à l'université de Munich jusqu'à ce qu'un concert du Tristan et Isolde de Richard Wagner le décide à se consacrer à la musique. Il arriva à Vienne en 1902 pour étudier avec le grand pianiste et professeur Theodor Leschetizkv. Il retourna ensuite à Munich pour étudier la composition avec Felix Mottl et Ludwig Thuille.
Braunfels fut reconnu comme un pianiste professionnel pendant beaucoup d'années. En 1949, il joua les Variations Diabelli de Beethoven à la radio.
Braunfels fut le premier directeur (et le fondateur, avec Hermann Abendroth) du Conservatoire de Cologne (Hochschule für Musik Köln) de 1925 à 1933, puis il fut écarté pour des raisons politiques (il était à moitié juif). Il se retira de la vie publique durant les années Hitler mais continua à composer. Après la Seconde Guerre mondiale, il retourna à la vie publique et en 1947 encore une fois devint directeur du Conservatoire de Cologne, et il se fit une réputation de professeur avec de hauts idéaux.
Il est inhumé au cimetière du Sud de Cologne.

## Musique
Walter Braunfels était très connu comme compositeur entre les deux guerres, mais tomba dans l'oubli après sa mort. On observe un regain d'intérêt pour son travail. Son opéra Die Vögel, écrite sur la pièce Les Oiseaux d'Aristophane, a été rejoué avec succès.
La musique de Braunfels est dans la tradition classique-romantique allemande. Son Phantastische Erscheinungen eines Themas von Hector Berlioz est une grande partition de variations. « Structurellement, le travail a quelque chose en commun avec le Don Quichotte de Strauss », remarque David Hurwitz de Classics Today. « La technique orchestrale est également tout à fait semblable et reconnaissable comme allemande, avec l'écriture pour violons et cors, et l'occasionnelle virtuosité extrême, et l'utilisation minimale de la percussion additionnelle. »
Braunfels composa de la musique dans un grand nombre de genres différents, pas seulement des opéras, mais aussi des chansons, chœurs, et musique pour orchestre, ou pièces de musique de chambre ou pour piano.

## Œuvres

### Opéras
- Prinzessin Brambilla (d'après E. T. A. Hoffmann) (1909)
- Ulenspiegel (1913)
- Die Vögel (Les oiseaux, 1920)
- Don Gil von den Grünen Hosen (1924)
- Der Gläserne berg (1929)
- Galathea (1929)
- Der Traum ein Leben (1937)
- Szenen aus der Leben der Heiligen Johanna (1943)
- Verkündigung (d'après Paul Claudel) (composé en 1933-5, première en 1948)
  - L'Annonce faite à Marie (reconstitué en 2013) Reconstitution de la version française par Martin Wettges[2]
- Der Zauberlehrling (1954)

### Oratorios
- Offenbarung Johannis (1919)
- Spiel von der Auferstehung (1954)

### Autres œuvres
- Sérénade op. 20 (1910)
- Phantastiche Erscheinungen eines Themas von Hector Berlioz (Fantastiques apparitions, d'un thème de Berlioz) op. 25 (1914-17)
- Concerto pour orgue op. 38 (1927)
- La mort de Cleopatre op. 59 (1944) scène pour soprano et orchestre[3]